# Geh’n wir auf den Kriegspfad
Geh’n wir auf den Kriegspfad (englischer Originaltitel: Following the Leader) ist ein Lied aus dem Film Peter Pan, das von John und den „verlorenen Jungs“ gesungen wird, während sie in Peter Pans Abwesenheit unterwegs sind, um Indianer zu fangen. Geschrieben wurde es von Oliver Wallace, der englische Originaltext kommt von Ted Sears und Winston Hibler.

## Problematiken im deutschen Text

### Kriegslieder
Ein wiederholendes Motiv im Lied ist die Zeile „Ob im Verein, ob Regen, ob Sonnenschein, ob ein Landsturm auch weht, wir sind voller Mut, jucheh“. Dieses erinnert sehr stark an verschiedene Soldatenlieder, beispielsweise an das „Panzerlied“ der Wehrmacht: „Ob’s stürmt oder schneit, ob die Sonne uns lacht, […] froh ist unser Sinn, es braust unser Panzer im Sturmwind dahin“. Dieses Motiv des Weiterschreitens in jeder Situation zeigt sich in vielen verschiedenen Soldaten- und Kriegspropagandaliedern. Anleihen an solchem Liedgut nimmt auch beispielsweise die Zeile „Rüstet euch mit Kampfmut, mit Kampfmut, mit Kampfmut; und folgt dem großen Häuptling in schrecklich blinder Wut“. Weitere Beispiele für eingesetzte Kriegsrhetorik in diesem Lied sind außerdem die aus Schlachtberichten bekannten Ausdrücke „Voran, voran, jetzt geht’s um jeden Mann“ und „Das Glück rennt uns drauf los“.

### Marsch
Im Gegensatz zur Originalaufnahme wurde in der deutschen Aufnahme das „Tee dum, tee dee, a teedle ee do tee day“ durch „Ta ram, ta ram, ta ra ta ta ta ta tam“ ersetzt. Dies weckt Assoziationen mit der Marschtrommel, die bereits am Anfang des Liedes erklingt. Dadurch wird der spielerische Charakter des englischen Originals durch den Eindruck eines Marsches überlagert.

### Fehlende Reflexion
Die Kriegsrhetorik wird unreflektiert als harmloses Kinderspiel dargestellt. Da solche Lieder von Kindern wie Erwachsenen oft ohne diese zu hinterfragen aufgenommen werden, wird so etwas aus heutiger Sich als problematisch angesehen.

## In anderen Sprachen
Die Problematik des Kriegerischen zeigt sich auch in anderen Sprachversionen. So wird in der spanischen Version beispielsweise besungen, wie spaßig es sei, in Bataillonsformation zu marschieren („marchar, así, es una gran diversión, marchar, así, en linea de batallón“ – „So zu marschieren ist ein großer Spaß, so zu marschieren in Bataillonsformation“). Im Türkischen wird der „Leader“ durch das „Oberhaupt“ oder den „Präsidenten“ (başkan) ersetzt. Auf Französisch gehen die Kinder „Auf den Indianerpfad“ („À la file indienne“) und marschieren dort, ansonsten wird aber vor allen Dingen ihr Spiel hervorgehoben. Auf Dänisch kommt der Text fast ohne martialische Sprache aus: „Så går vi ud i verden“ heißt so viel wie „So ziehen wir in die Welt hinaus“.

### Indianer
Ein Phänomen, das in der deutschen Version fast nicht vorkommt, ist die Abwertung der Indianer: Zwar heißt es auch dort „Wir wollen sie kassieren“, doch der Bezug zu den Indianern wird erst durch das Geschehen im Film hergestellt. Im Englischen heißt es hingegen „We’re out to fight the injuns“, wobei „injun“ im Englischen ein pejorativer Begriff für Indianer ist (bekannt beispielsweise aus Ten little injuns). Im Spanischen lautet eine mehrfache wiederholte Zeile: „In den Krieg mit den Indianern“ („En guerra con los Indios“). Im Dänischen wollen sie wiederum einen Indianerhäuptling mit sich heimbringen („En indianerhøvding; skal vi ha med os hjem“).

## Fazit
Wie der gesamte Film Peter Pan, ist auch dieses Lied Kind seiner Zeit. Mit seinen teilweise abwertenden Darstellungen der Indianer mag es aus heutiger Sicht nicht mehr zeitgemäß sein, es lässt aber als zeithistorisches Dokument immer noch interessante Rückschlüsse auf die damalige Zeit zu.